# أحمد وفا عبد القادر
أحمد وفا عبد القادر (مواليد 17 سبتمبر 1986 في ليبيا) هو لاعب كرة قدم ليبي معتزل كان يجيد اللعب في مركز المهاجم.

## روابط خارجية
- أحمد وفا عبد القادر على موقع قاعدة بيانات كرة القدم.إي يو (الإنجليزية)
- أحمد وفا عبد القادر على موقع ناشيونال فوتبول تيمز (الإنجليزية)